# Привид опери (мюзикл)
При́вид О́пери (англ. The Phantom of the Opera) — мюзикл (1986), написаний англійським композитором бароном Ендрю Ллойд Веббером на основі однойменного роману Ґастона Леру. Головні ролі в ньому зіграли Майкл Кроуфорд (Привид Опери) і Сара Брайтман (Крістіна Дае). У 2004 році Джоель Шумахер зняв за мотивами мюзиклу фільм.
Місце дії — Паризька Опера.

## Найвідоміші музичні номери
- Think of me (Крістіна)
- The Phantom of the Opera (Крістіна і Привид) знятий кліп з Сарою Брайтман і Стівом Харлі[en]
- The Music of the Night (Привид)
- All I Ask of You (Крістіна і Рауль)
- Wishing you were somehow here again (Крістіна) знятий кліп з Сарою Брайтман